# Gens Romilia
Die gens Romilia (deutsch Romilier, Singular Romilius, Plural auch Romilii; auch Romulius bzw. gens Romulia) waren ein patrizisches Familiengeschlecht (gens) im Römischen Reich.
Das Geschlecht scheint eine wichtige Rolle in der Frühzeit der Stadt Rom gespielt zu haben. Die Existenz der ältesten ländlichen Tribus Romilia geht auf die Familie der Romilier zurück. Das Geschlecht war schon in der römischen Königszeit in den Septem pagi ansässig, einer Ansiedlung zwischen Rom und Veji. Auch gibt es eine von Tacitus überlieferte Sage, nach der ein Mann namens Denter Romulius schon dem ersten König Romulus in dessen Abwesenheit als Statthalter (praefectus urbi) in Rom gedient haben soll.
Das Geschlecht ist zum ersten Mal sicher Mitte des 5. Jahrhunderts v. Chr. belegt. Titus Romilius Rocus Vaticanus, der erste bekannte Namensträger, wird für das Jahr 455 v. Chr. als Konsul geführt und war im Jahr 451 v. Chr. Mitglied des Kollegiums der Decemviri legibus scribundis. Da beide Ämter wahrscheinlich nur oder fast nur von Patriziern ausgeübt wurden, ist davon auszugehen, dass die Romilier ein Patriziergeschlecht waren. Sie leiteten ihre Herkunft von Romulus ab.
Weitere in der Überlieferung erscheinende Namensträger sind:
- Romilius Pollio wurde über 100 Jahre alt, was das Interesse des Kaisers Augustus daran weckte, wie er seine Gesundheit so lange erhalten konnte.[3]
- Romilius Marcellus, Centurio der Legio XXII Primigenia, fiel den Wirren des Vierkaiserjahres 69 n. Chr. zum Opfer.[4]

Darüber hinaus wurde der Name noch als der einfacher Soldaten und Freigelassener auf verschiedenen Inschriften verewigt.